# بيوس الرابع
البابا بيوس الرابع (باللاتينية: Pius IV) ـ (31 مارس 1499 ـ 9 ديسمبر 1565) ـ ولد باسم جيوفاني أنجلو ميديتشي (بالإيطالية: Giovanni Angelo Medici) ـ هو بابا الكنيسة الكاثوليكية بين عامي 1559 و1565. يشتهر برئاسته لمجمع ترنت.

## روابط خارجية
- بيوس الرابع على موقع الموسوعة البريطانية (الإنجليزية)
- بيوس الرابع على موقع إن إن دي بي (الإنجليزية)